# WSA World Tour 2002/03
Die WSA World Tour 2002/03 umfasst alle bestätigten Turniere der professionellen Damensquash-Saison 2002/03 der WSA World Tour. Die nach dem Monat sortierte Übersicht zeigt den Ort des Turniers an, dessen Namen, das ausgeschüttete Gesamtpreisgeld, sowie die Siegerin des Turniers. In der abschließenden Tabelle werden sämtliche Turniersiegerinnen nach der Menge ihrer Titel aufgelistet. Dabei ist es nicht relevant, welche Wertigkeit die von der Spielerin gewonnenen Turniere besaßen, auch wenn eine entsprechende Erfassung erfolgt.
In der Saison 2002/03 fanden insgesamt 38 Turniere statt. Das Gesamtpreisgeld betrug 664.950 US-Dollar. Weltmeisterin wurde Sarah Fitz-Gerald, die meisten Titel in dieser Saison gewann Carol Owens mit acht Turniersiegen.

## Tourinformationen

### Anzahl nach Turnierserie
| Turnierserie | WM 1 | GP 2 | Go 35 3 | Si 25 4 | Si 15 | Tour 5 |
| ------------ | ---- | ---- | ------- | ------- | ----- | ------ |
| Anzahl       | 1    | 1    | 3       | 3       | 9     | 21     |
| Gesamt       | 1    | 1    | 3       | 12      | 12    | 21     |

## Turnierplan

### August
| Datum         | Ort          | Turnier                  | Preisgeld | Siegerin        |
| ------------- | ------------ | ------------------------ | --------- | --------------- |
| 16.08.–18.08. | Rockhampton  | Queensland Open 2002     | $ 4.000   | Dianne Desira   |
| 19.08.–24.08. | Singapur     | Head Singapore Open 2002 | $ 19.000  | Rachael Grinham |
| 26.08.–31.08. | Kuala Lumpur | Head Malaysian Open 2002 | $ 20.000  | Carol Owens     |

### September
| Datum         | Ort        | Turnier                           | Preisgeld | Siegerin          |
| ------------- | ---------- | --------------------------------- | --------- | ----------------- |
| 11.09.–14.09. | Antibes    | Internationaux de France 2002     | $ 18.000  | Sarah Fitz-Gerald |
| 15.09.–16.09. | Chiba      | Japan Open 2002                   | $ 3.000   | Sharon Wee        |
| 18.09.–22.09. | Hongkong   | Credit Suisse Privilege Open 2002 | $ 17.000  | Rachael Grinham   |
| 20.09.–22.09. | Wangaratta | Victorian Open 2002               | $ 4.000   | Dianne Desira     |

### Oktober
| Datum         | Ort    | Turnier                                  | Preisgeld | Siegerin          |
| ------------- | ------ | ---------------------------------------- | --------- | ----------------- |
| 21.10.–24.10. | Rennes | Rennes Open 2002                         | $ 5.000   | Corinne Castets   |
| 26.10.–02.11. | Doha   | Squash-Weltmeisterschaft der Frauen 2002 | $ 102.500 | Sarah Fitz-Gerald |

### November
| Datum         | Ort           | Turnier                        | Preisgeld | Siegerin       |
| ------------- | ------------- | ------------------------------ | --------- | -------------- |
| 06.11.–09.11. | San Salvador  | El Salvador Open 2002          | $ 5.500   | Carla Khan     |
| 07.11.–10.11. | Ottawa        | Ottawa International 2002      | $ 7.500   | Suzanne Horner |
| 12.11.–17.11. | New York City | Carol Weymuller US Open 2002   | $ 37.000  | Carol Owens    |
| 14.11.–17.11. | Seattle       | Washington Open 2002           | $ 4.000   | Tegwen Malik   |
| 19.11.–24.11. | Zürich        | Aqua Nova Grasshopper Cup 2002 | $ 25.000  | Natalie Pohrer |
| 25.11.–30.11. | Monte-Carlo   | Monte Carlo Classic 2002       | $ 18.000  | Natalie Pohrer |

### Dezember
| Datum         | Ort        | Turnier               | Preisgeld | Siegerin         |
| ------------- | ---------- | --------------------- | --------- | ---------------- |
| 17.12.–22.12. | Maastricht | Valid Dutch Open 2002 | $ 11.750  | Vanessa Atkinson |

### Januar
| Datum         | Ort          | Turnier                                | Preisgeld | Siegerin        |
| ------------- | ------------ | -------------------------------------- | --------- | --------------- |
| 08.01.–13.01. | Rye          | Marsh & McLennan Apawamis Open 2003    | $ 20.000  | Natalie Grinham |
| 14.01.–19.01. | Southport    | Forbes Southport Open 2003             | $ 10.000  | Natalie Grinham |
| 17.01.–19.01. | Pittsburgh   | Pittsburgh Invitational 2003           | $ 4.000   | Samantha Terán  |
| 21.01.–26.01. | Greenwich    | Greenwich Open 2003                    | $ 25.000  | Linda Charman   |
| 23.01.–26.01. | Edinburgh    | Edinburgh Open 2003                    | $ 4.000   | Cassie Jackman  |
| 28.01.–02.02. | Poughkeepsie | Vassar College Class of 1932 Open 2003 | $ 18.000  | Rachael Grinham |

### Februar
| Datum         | Ort           | Turnier                                   | Preisgeld | Siegerin    |
| ------------- | ------------- | ----------------------------------------- | --------- | ----------- |
| 11.02.–16.02. | Kuala Lumpur  | KL Open 2003                              | $ 11.750  | Carol Owens |
| 21.02.–27.02. | New York City | Harrisdirect Tournament of Champions 2003 | $ 35.000  | Carol Owens |

### März
| Datum         | Ort       | Turnier                           | Preisgeld | Siegerin       |
| ------------- | --------- | --------------------------------- | --------- | -------------- |
| 07.03.–09.03. | Genf      | Swiss Open 2003                   | $ 3.000   | Suzanne Horner |
| 14.03.–17.03. | Mikkeli   | Savcor Finnish Open 2003          | $ 5.000   | Salma Shabana  |
| 18.03.–23.03. | Las Vegas | Bright Lights Las Vegas Open 2003 | $ 13.000  | Cassie Jackman |
| 25.03.–30.03. | Dallas    | Texas Open 2003                   | $ 45.000  | Carol Owens    |

### April
| Datum         | Ort    | Turnier               | Preisgeld | Siegerin         |
| ------------- | ------ | --------------------- | --------- | ---------------- |
| 01.04.–06.04. | Dublin | Nivea Irish Open 2003 | $ 20.000  | Vanessa Atkinson |

### Mai
| Datum         | Ort            | Turnier                               | Preisgeld | Siegerin        |
| ------------- | -------------- | ------------------------------------- | --------- | --------------- |
| 06.05.–11.05. | Salt Lake City | Squashworks Salt Lake City Open 2003  | $ 11.500  | Cassie Jackman  |
| 14.05.–18.05. | Carcassonne    | Carcassonne City Open 2003            | $ 4.000   | Isabelle Stoehr |
| 14.05.–18.05. | New York City  | CJSquash.com Hyder Open 2003          | $ 7.000   | Sharon Wee      |
| 21.05.–24.05. | Brest          | Brest Open 2003                       | $ 6.000   | Isabelle Stoehr |
| 21.05.–24.05. | Doha           | WISPA World Grand Prix Finals 2002/03 | $ 62.000  | Carol Owens     |
| 28.05.–02.06. | Kairo          | Heliopolis Open 2003                  | $ 20.000  | Carol Owens     |

### Juni
| Datum         | Ort      | Turnier                     | Preisgeld | Siegerin    |
| ------------- | -------- | --------------------------- | --------- | ----------- |
| 02.06.–09.06. | Hurghada | Hurghada International 2003 | $ 26.950  | Carol Owens |

### Juli
| Datum         | Ort      | Turnier                   | Preisgeld | Siegerin          |
| ------------- | -------- | ------------------------- | --------- | ----------------- |
| 23.07.–26.07. | Kairo    | Egyptian Circuit No1 2003 | $ 5.000   | Engy Kheirallah   |
| 23.07.–27.07. | Adelaide | Australian Open 2003      | $ 7.500   | Sarah Fitz-Gerald |

## Turniersiegerinnen
| Platz | Spielerin         | Siege | WM 1 | GP 2 | Go 35 3 | Si 25 4 | Si 15 | Tour 5 |
| ----- | ----------------- | ----- | ---- | ---- | ------- | ------- | ----- | ------ |
| 1.    | Carol Owens       | 8     |      | 1    | 3       | 1       | 2     | 1      |
| 2.    | Sarah Fitz-Gerald | 3     | 1    |      |         |         | 1     | 1      |
| 2.    | Rachael Grinham   | 3     |      |      |         |         | 3     |        |
| 2.    | Cassie Jackman    | 3     |      |      |         |         |       | 3      |
| 5.    | Vanessa Atkinson  | 2     |      |      |         |         | 1     | 1      |
| 5.    | Dianne Desira     | 2     |      |      |         |         |       | 2      |
| 5.    | Natalie Grinham   | 2     |      |      |         |         | 1     | 1      |
| 5.    | Suzanne Horner    | 2     |      |      |         |         |       | 2      |
| 5.    | Natalie Pohrer    | 2     |      |      |         | 1       | 1     |        |
| 5.    | Isabelle Stoehr   | 2     |      |      |         |         |       | 2      |
| 5.    | Sharon Wee        | 2     |      |      |         |         |       | 2      |
| 12.   | Corinne Castets   | 1     |      |      |         |         |       | 1      |
| 12.   | Linda Charman     | 1     |      |      |         | 1       |       |        |
| 12.   | Carla Khan        | 1     |      |      |         |         |       | 1      |
| 12.   | Engy Kheirallah   | 1     |      |      |         |         |       | 1      |
| 12.   | Tegwen Malik      | 1     |      |      |         |         |       | 1      |
| 12.   | Salma Shabana     | 1     |      |      |         |         |       | 1      |
| 12.   | Samantha Terán    | 1     |      |      |         |         |       | 1      |

 1 WSA Weltmeisterschaft

 2 WISPA World Grand Prix Finals

 3 WSA Gold

 4 WSA Silver

 5 WSA Tour